# Digitalis mariana
Digitalis mariana é uma espécie de planta com flor pertencente à família Scrophulariaceae. 
A autoridade científica da espécie é Boiss., tendo sido publicada em Voyage botanique dans le midi de l'Espagne 2: 465. 1841.

## Portugal
Trata-se de uma espécie presente no território português, nomeadamente os seguintes táxones infraespecíficos:
- Digitalis mariana subsp. heywoodii - presente em Portugal Continental. Em termos de naturalidade é endémica da região atrás referida. Não se encontra protegida por legislação portuguesa ou da Comunidade Europeia.